# コウライウグイス
コウライウグイス（高麗鶯、Oriolus chinensis）は、スズメ目コウライウグイス科に分類される鳥類。

## 分布
種小名chinensisは「中国産の」の意。
インド、インドネシア、カンボジア、シンガポール、韓国、中国、台湾、北朝鮮、バングラデシュ、フィリピン、ベトナム、ミャンマー、ラオス、ロシア
日本では主に日本海側に渡りの途中に稀に飛来する（旅鳥）例がある。

## 形態
全長26cm。嘴の基部から眼を通る筋模様（眼過線）が入る。眼過線は黒く、左右の眼過線が後頭部で繋がる。
オスは全身が黄色い羽毛で覆われ、メスは羽毛が緑がかった黄色の羽毛で覆われる。

## 生態
平地から山地にかけての森林に生息する。様々な鳴き声をあげる。
食性は雑食で、昆虫類、節足動物、果実等を食べる。
繁殖形態は卵生。

## 人間との関係
黄鳥等の名前で漢詩にも登場する。